# Нижегородская (платформа, Горьковское направление МЖД)
Нижегоро́дская (до 31 января 2020 года — Карача́рово) — остановочный пункт Горьковского направления Московской железной дороги и линии МЦД-4, расположенный в Нижегородском районе Москвы.

## История
Остановочный пункт открыт в 1932 году под названием Карачарово в честь одноимённого близлежащего села, ставшего с 1960 года одноимённым историческим районом Москвы.

### Карачарово в XXI веке
В 2008—2011 годах остановочный пункт прошёл реконструкцию: было уложено новое асфальтовое покрытие на платформу, обновлена краска, установлены ограждения, а также обустроен подземный пешеходный переход между платформами.
18 сентября 2012 года около остановочного пункта на переезде шоссе Фрезер столкнулись грузовик КамАЗ и поезд «Ласточка» без пассажиров, следовавший на испытания. Предположительно на основе этого инцидента, напряжённой транспортной обстановки на шоссе, а также по просьбам местных жителей в декабре 2013 года автомобильный переезд на шоссе Фрезер, пересекавший на одном уровне железнодорожные пути около остановочного пункта, был закрыт.

Несмотря на то, что предложения о создании пересадки с Карачарово на близлежащее Малое кольцо Московской железной дороги озвучивались как минимум с 2005 года, остановочный пункт стал пересадочным лишь в 2016 году: в 550 метрах от него открылась платформа Московского центрального кольца Нижегородская.

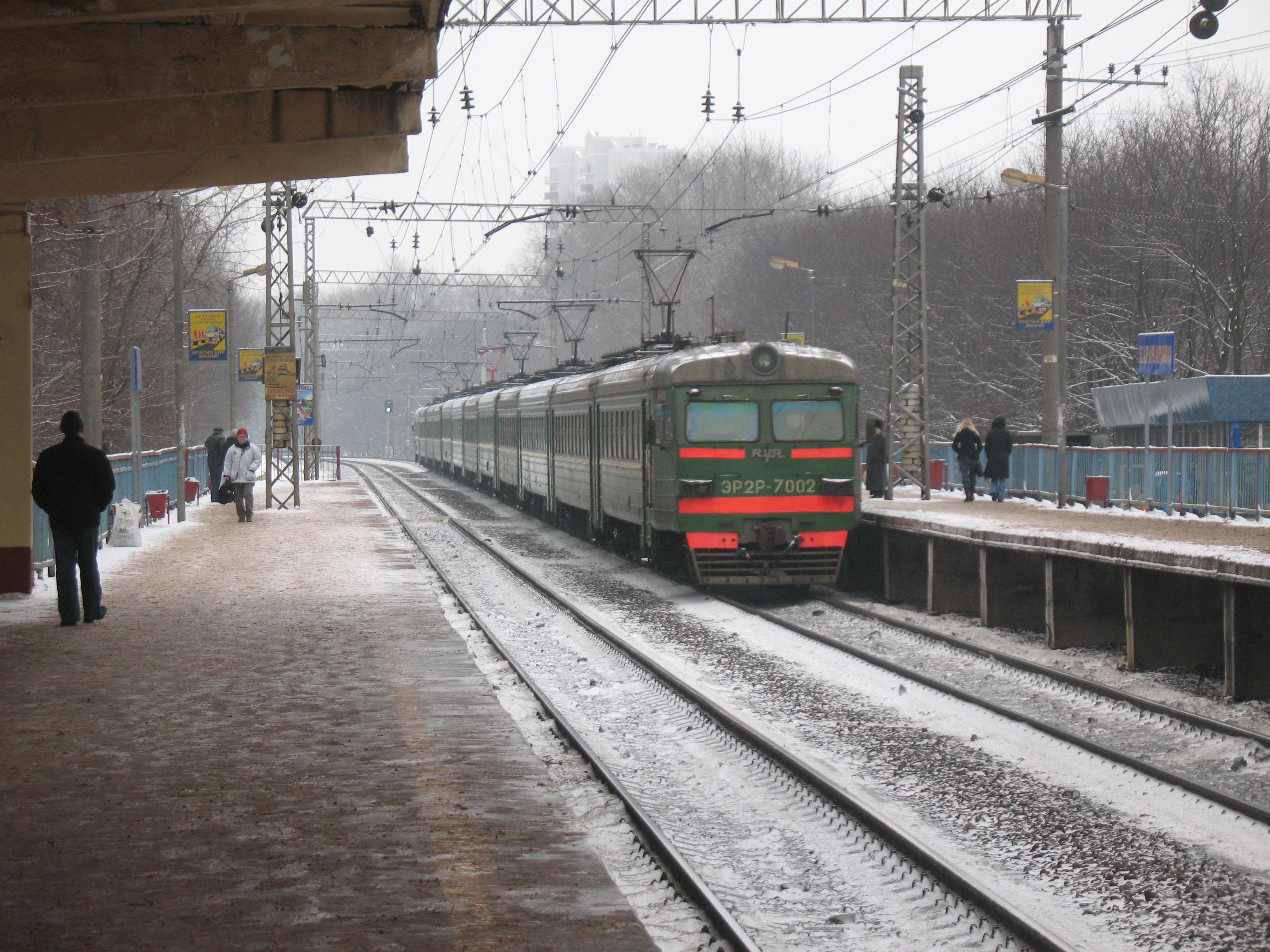
Вид на платформы до реконструкции, 2007 г.
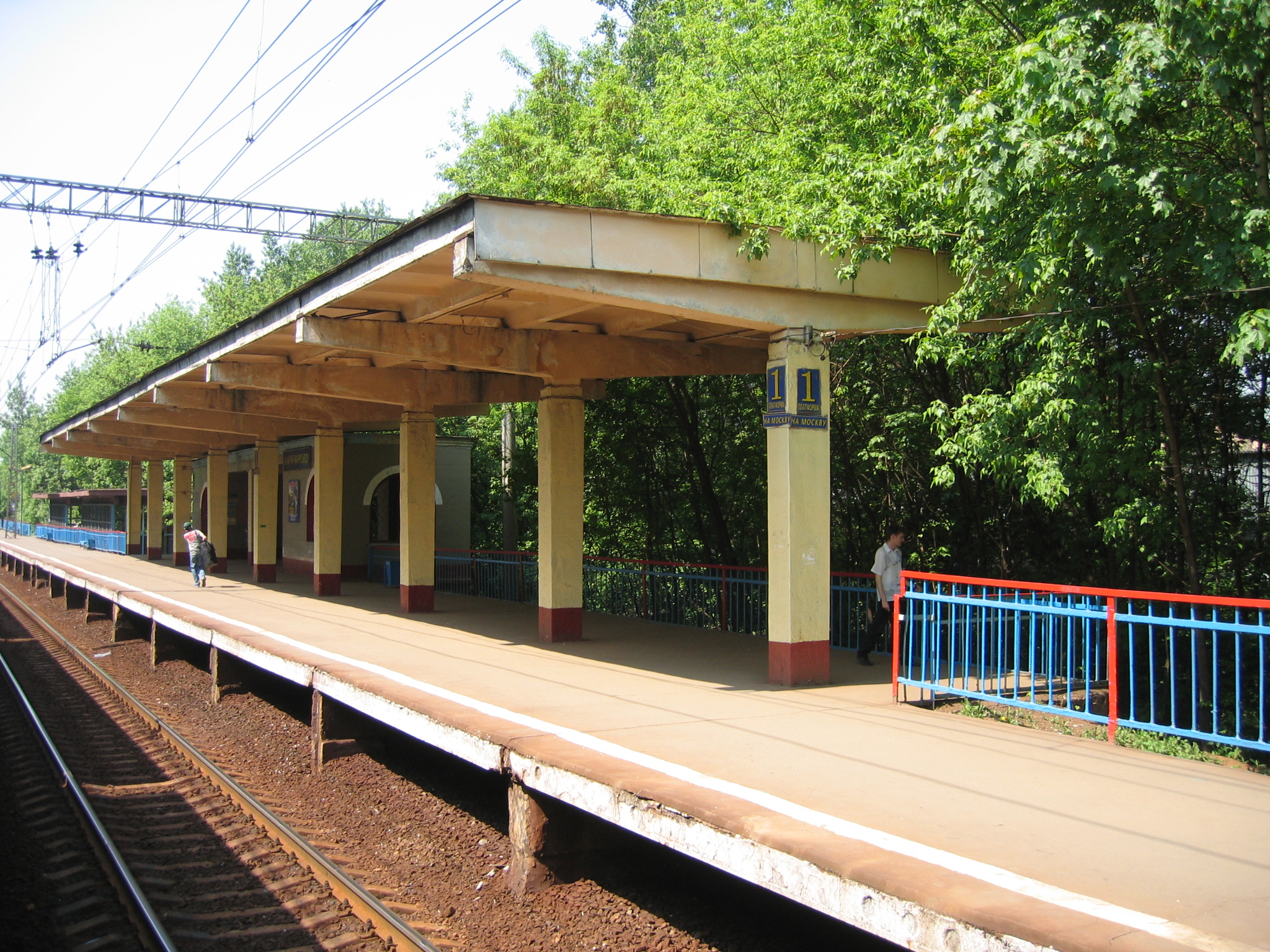
Вид на платформу в сторону Москвы до реконструкции, 2007 г.
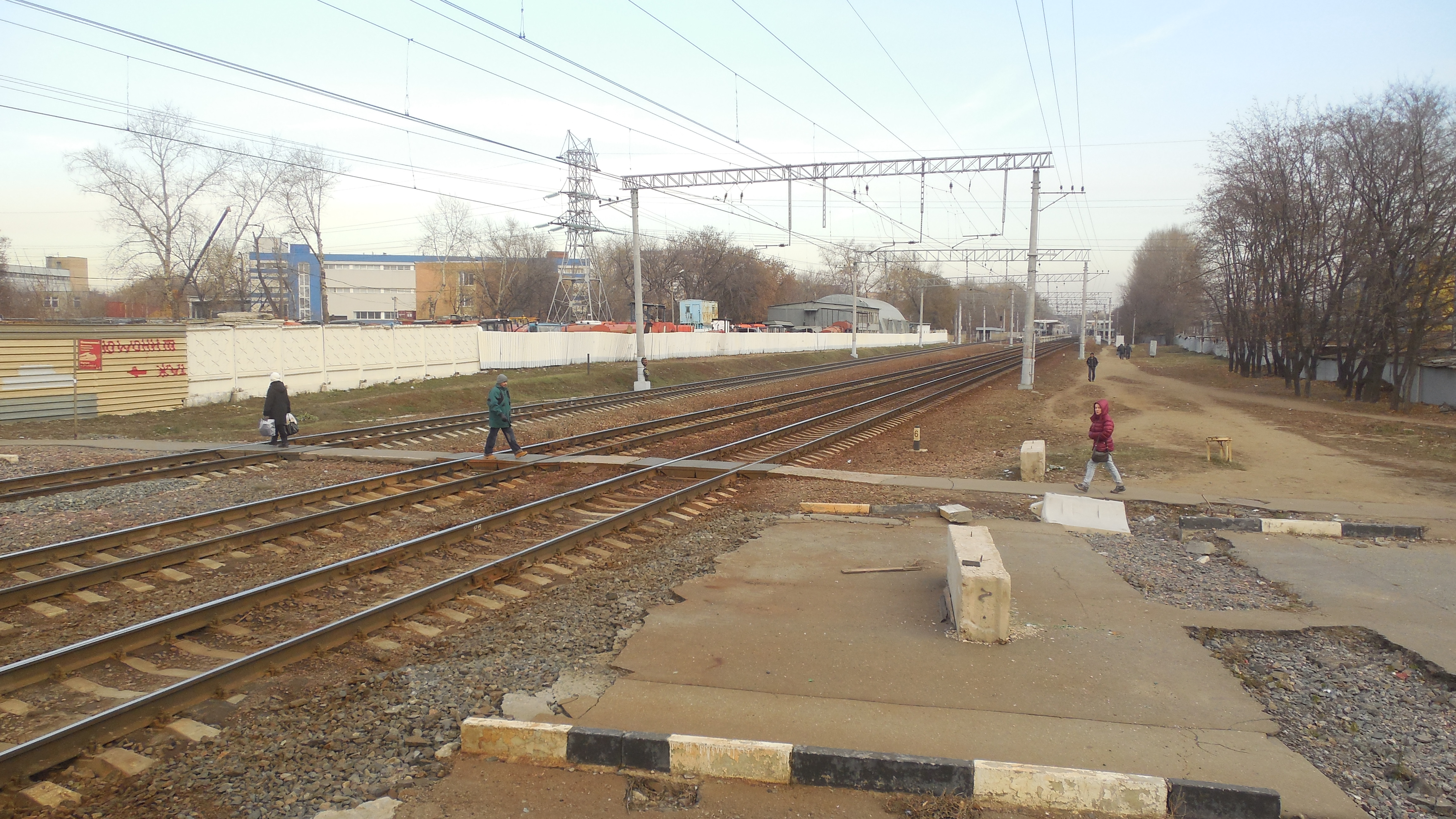
Вид на наземный пешеходный переход недалеко от платформ, 2014 г.
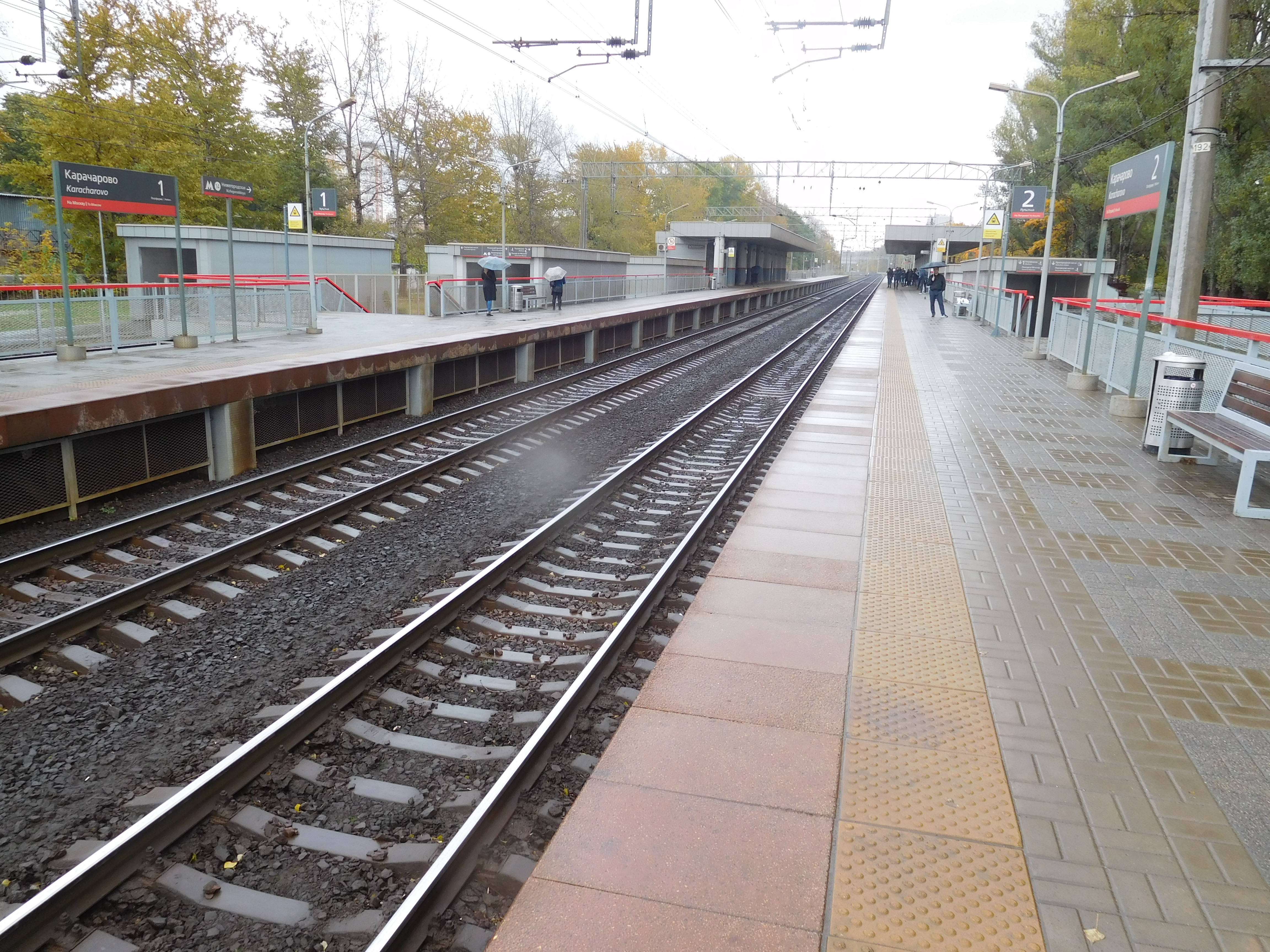
Платформа Карачарово после реконструкции, 2017 г.

### Строительство нового остановочного пункта
19 мая 2018 года Карачарово было закрыто с целью строительства новых платформ, а электропоезда стали проезжать платформу без остановки. На время закрытия были введены компенсирующие автобусы № КМ от платформы Чухлинка. При этом, в отличие от практики ремонта других станций и остановочных пунктов, временных деревянных платформ в Карачарово возведено не было. 15 октября 2018 года была открыта платформа № 1, которая расположилась на 550 метров западнее прежнего нахождения остановочного пункта. 10 января 2019 года открыта платформа № 2; в этот же день на Карачарово была введена остановка ряда экспрессов Горьковского направления (от/до Железнодорожной и Крутого).
В августе 2019 года между остановочным пунктом и станцией Железнодорожная был введён в эксплуатацию четвёртый путь.

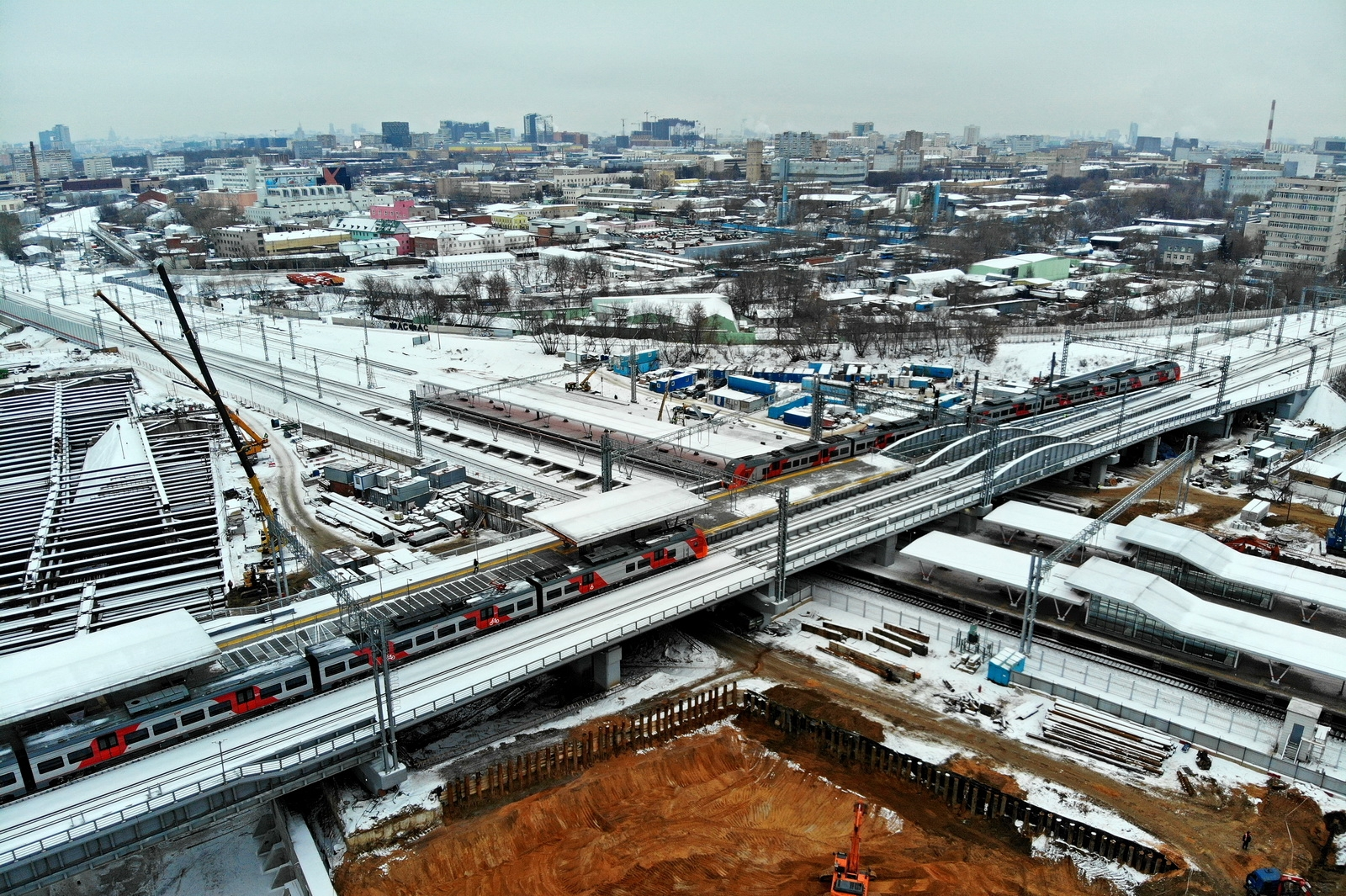
Строительство остановочного пункта на финальных этапах, декабрь 2018 г.
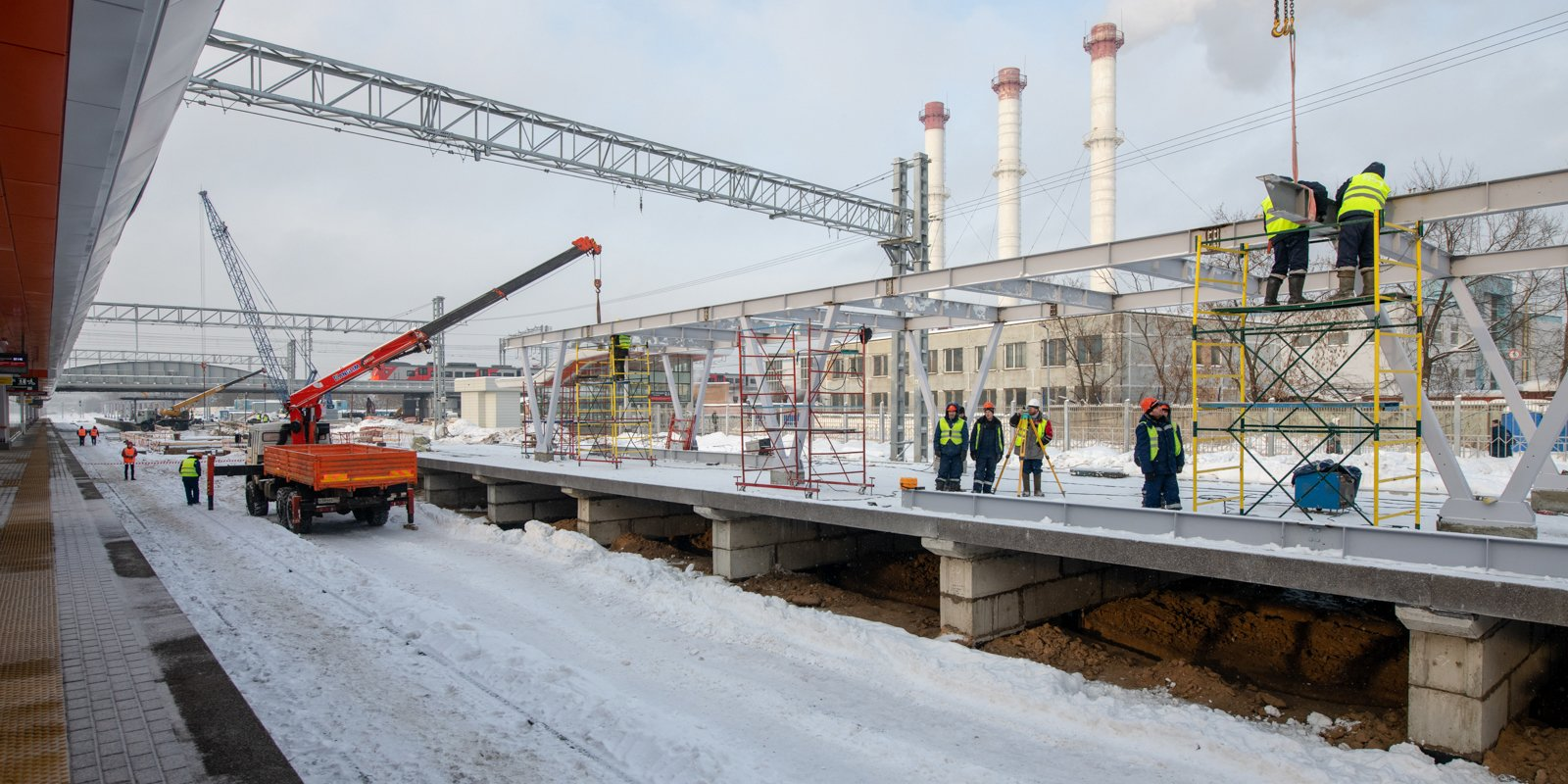
Строительство платформы № 3, январь 2019 г.
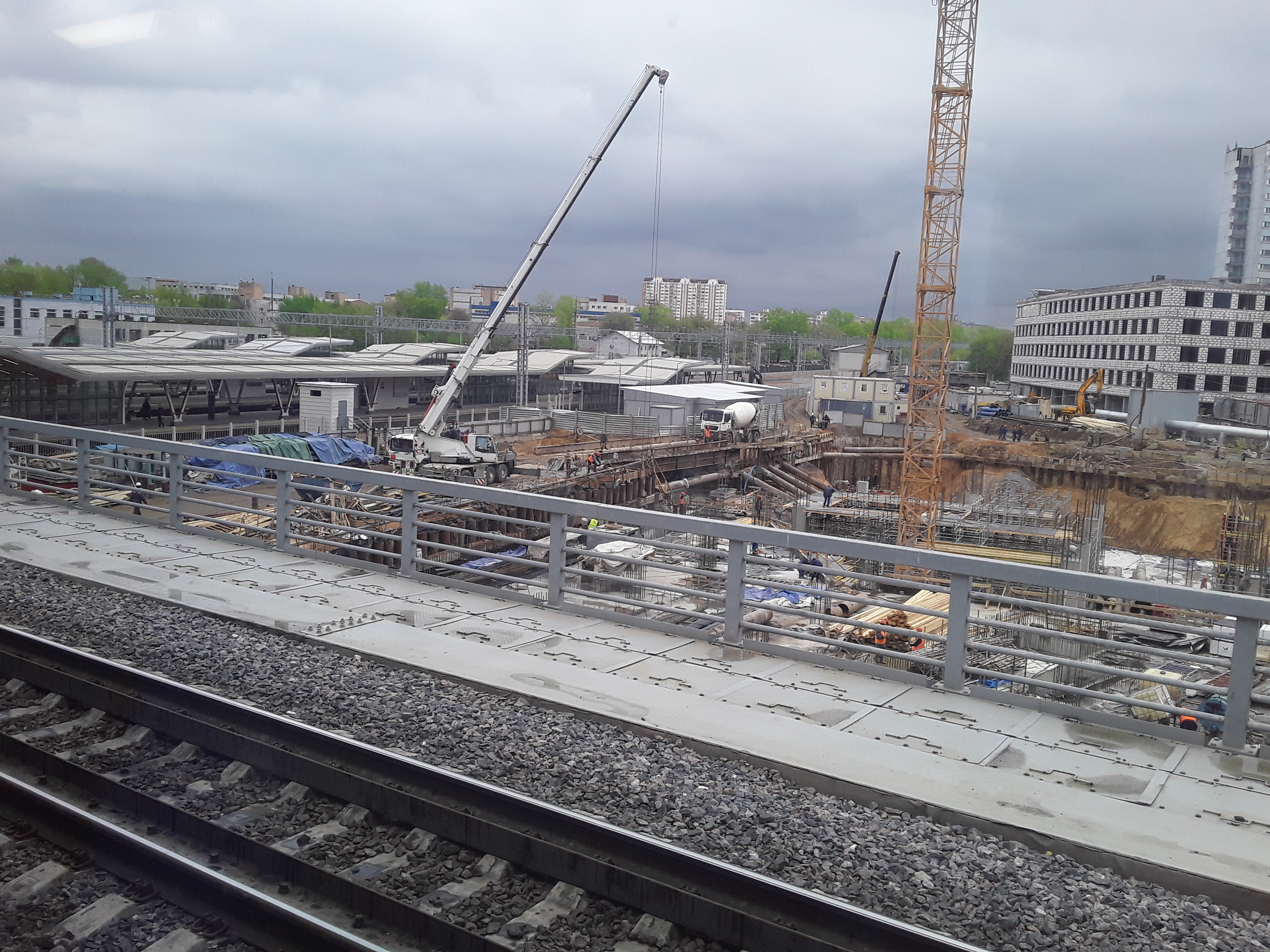
Строительство здания транспортно-пересадочного узла, 2019 г.

### Как «Нижегородская»
31 января 2020 года остановочный пункт был переименован из Карачарово в Нижегородскую в рамках унификации названий станций метро и железных дорог, связанных пересадками. 27 марта 2020 года рядом с остановочным пунктом была открыта станция Нижегородская Некрасовской линии Московского метрополитена, а 20 февраля 2023 года в рамках замыкания Большой кольцевой линии появилась пересадка и на Нижегородскую БКЛ.

## Описание

### Расположение
Остановочный пункт находится в Нижегородском районе Москвы примерно в 5,5 км от Курского вокзала, время движения от которого составляет около 10 минут. С северо-востока к Нижегородской примыкают два шоссе — Фрезер и Перовское, с южной стороны выход осуществляется к Рязанскому проспекту и торговому центру «Город». Западнее остановочного пункта протекает река Нищенка и проходит составная часть Московского скоростного диаметра — Юго-Восточная хорда.
Железнодорожные пути около Нижегородской, наряду с путями МЦК и Казанского направления МЖД образуют так называемый «Карачаровский треугольник» — жилые массивы севернее Нижегородской, заключённые в треугольник, образуемый железнодорожными путями указанных направлений.
Нижегородская входит в состав крупнейшего в Европе транспортно-пересадочного узла, который объединяет в себе МЦД-4, Некрасовскую и Большую Кольцевую линии метрополитена, МЦК и наземный транспорт.

### Пересадки
На остановочном пункте можно осуществить пересадку на:
- станцию Нижегородская Московского центрального кольца;
- станцию метро Нижегородская Большой кольцевой и Некрасовской линий Московского метрополитена;
- автобусные остановки «Метро Нижегородская»[30] (на Рязанском проспекте) и «МЦД Нижегородская» (на шоссе Фрезер);
- транспортно-пересадочный узел «Нижегородская».

На этой станции можно пересесть на следующие маршруты городского пассажирского транспорта:
- Автобусы: м7, е70, 51, 279, 429, 624, с679, 695, 766, 805, т63, н7

### Инфраструктура
Остановочный пункт состоит из 6 сквозных путей с тремя островными платформами, оборудованными навесами. Платформы, выходы в город и вокзальное здание, а также выходы к станциям метро Нижегородская и МЦК связаны посредством подземного пешеходного туннеля. Удлинённые платформы позволяют принимать 14-вагонные составы. Возможно в дальнейшем станция Нижегородская станет полностью отдельным основным вокзалом, основной точкой старта для Горьковского направления, а Курский вокзал будет являться точкой старта уже только для Курского направления.

Остановочный пункт оборудован эскалаторами, лифтами и турникетами.

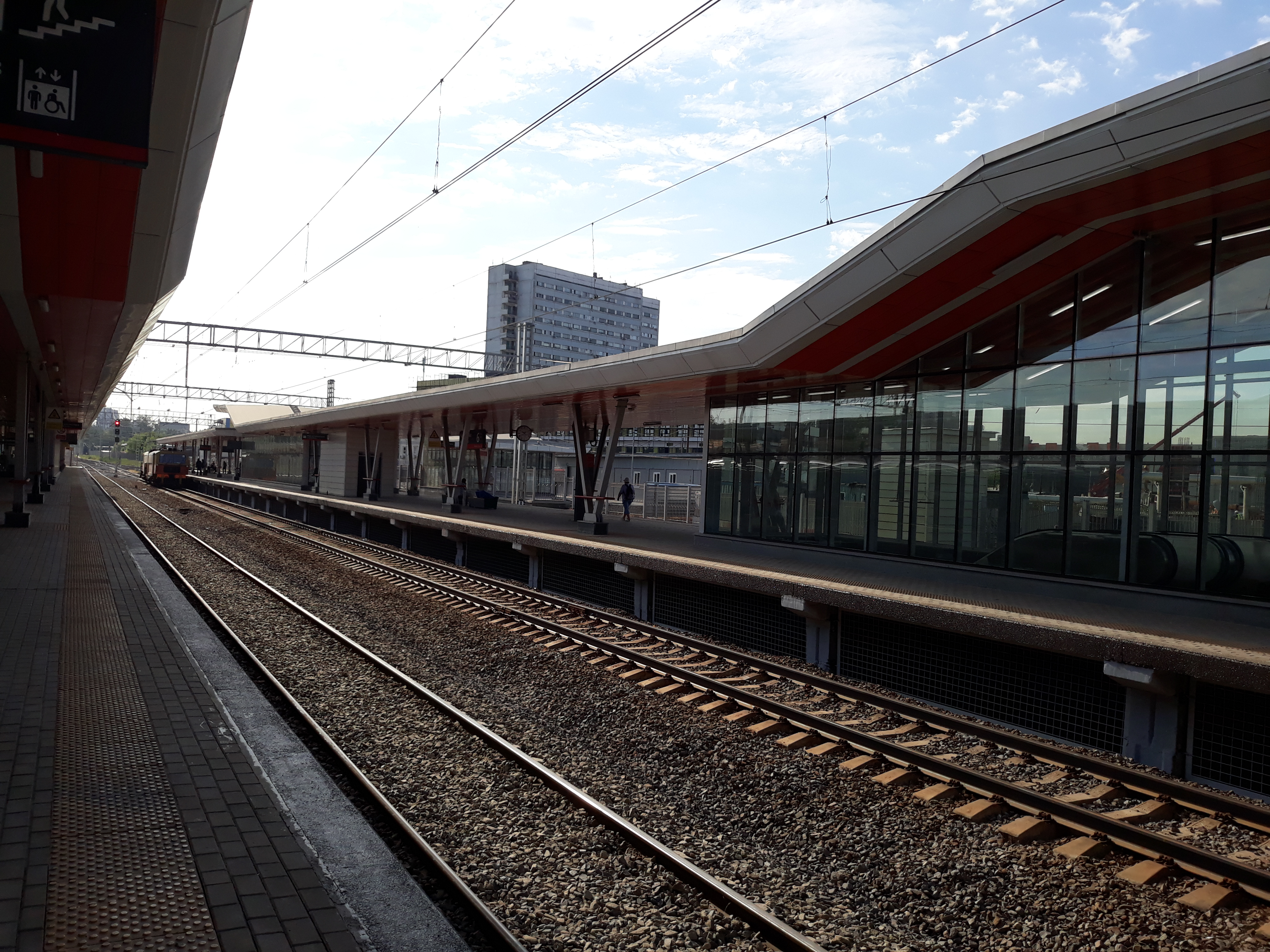
Вид в сторону области на платформы
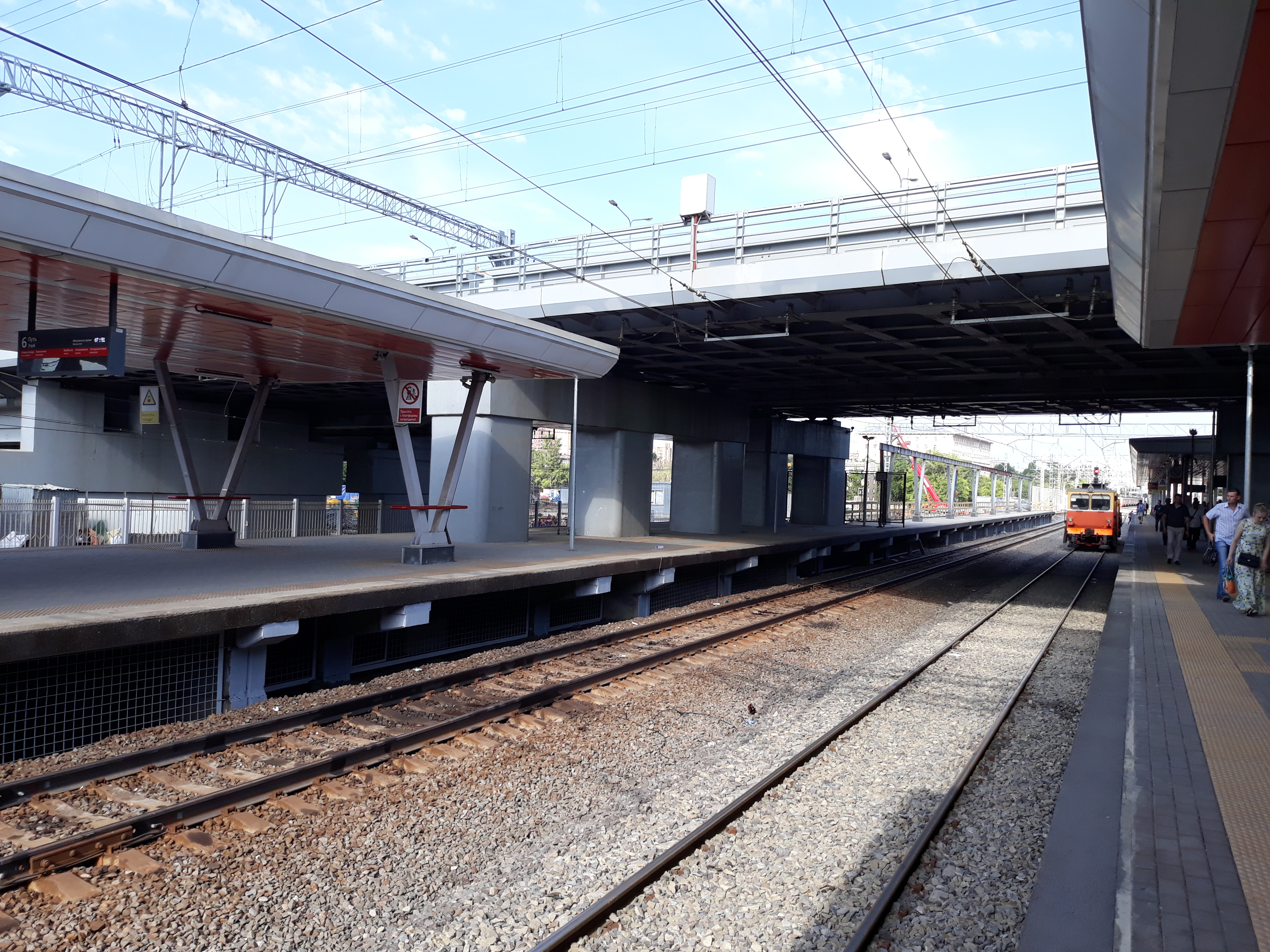
Вид в сторону Москвы на платформы
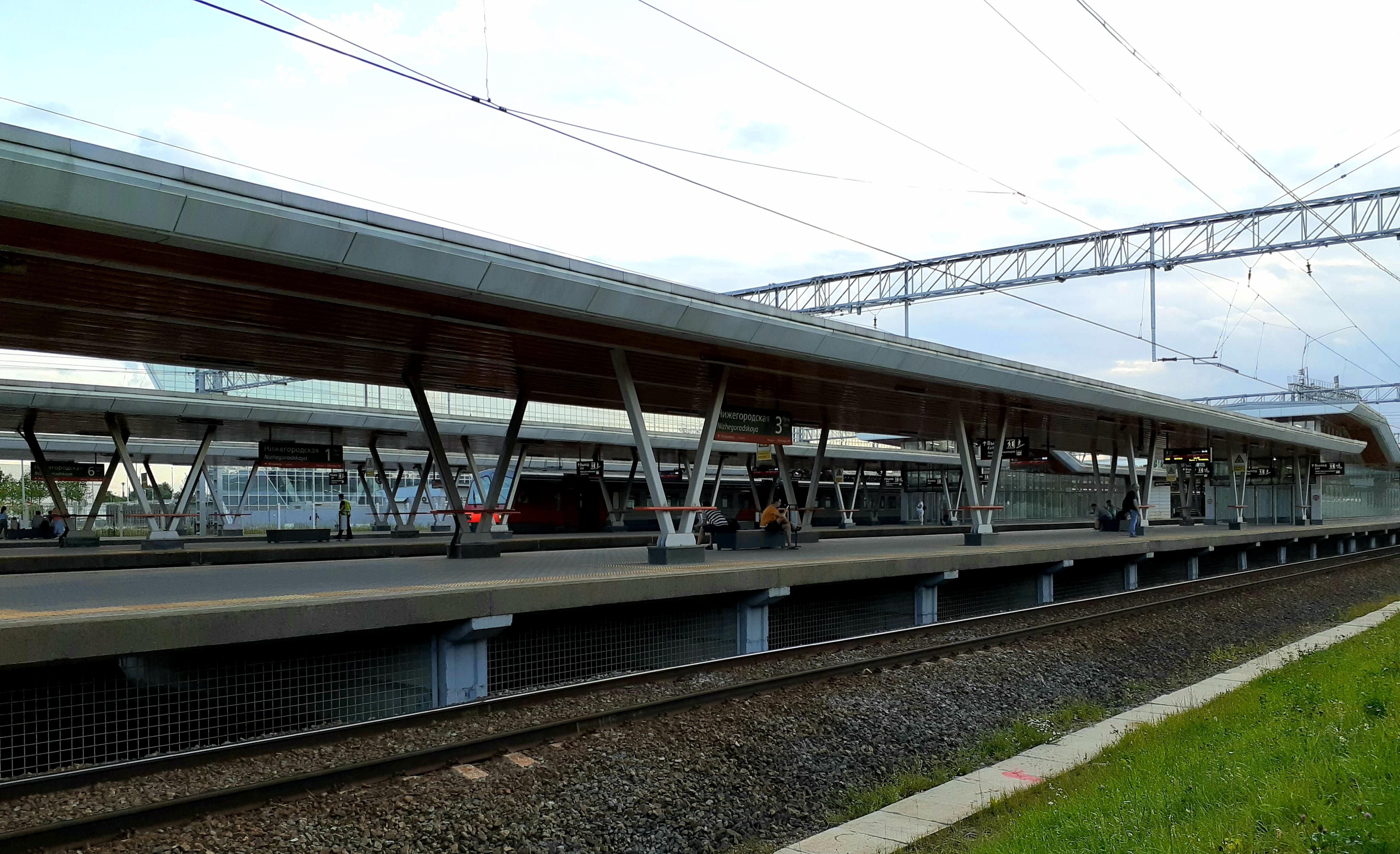
Вид на Нижегородскую с северной стороны
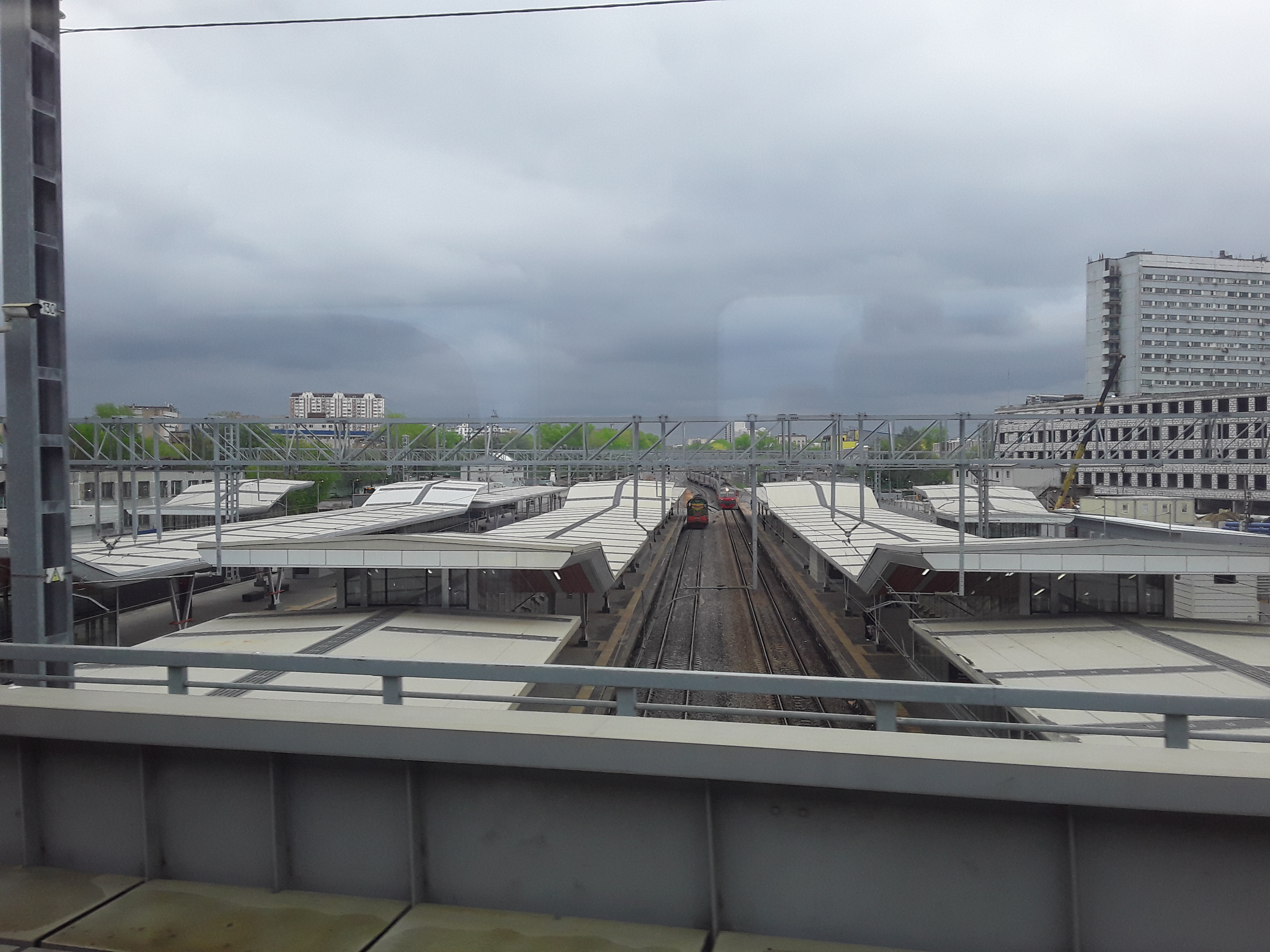
Вид на остановочный пункт с платформы МЦК

### Достопримечательности
Рядом с Нижегородской располагается Храм Троицы Живоначальной в Карачарове, а также стела «Московские кольца», символизирующая интеграцию разных видов транспорта в Москве.

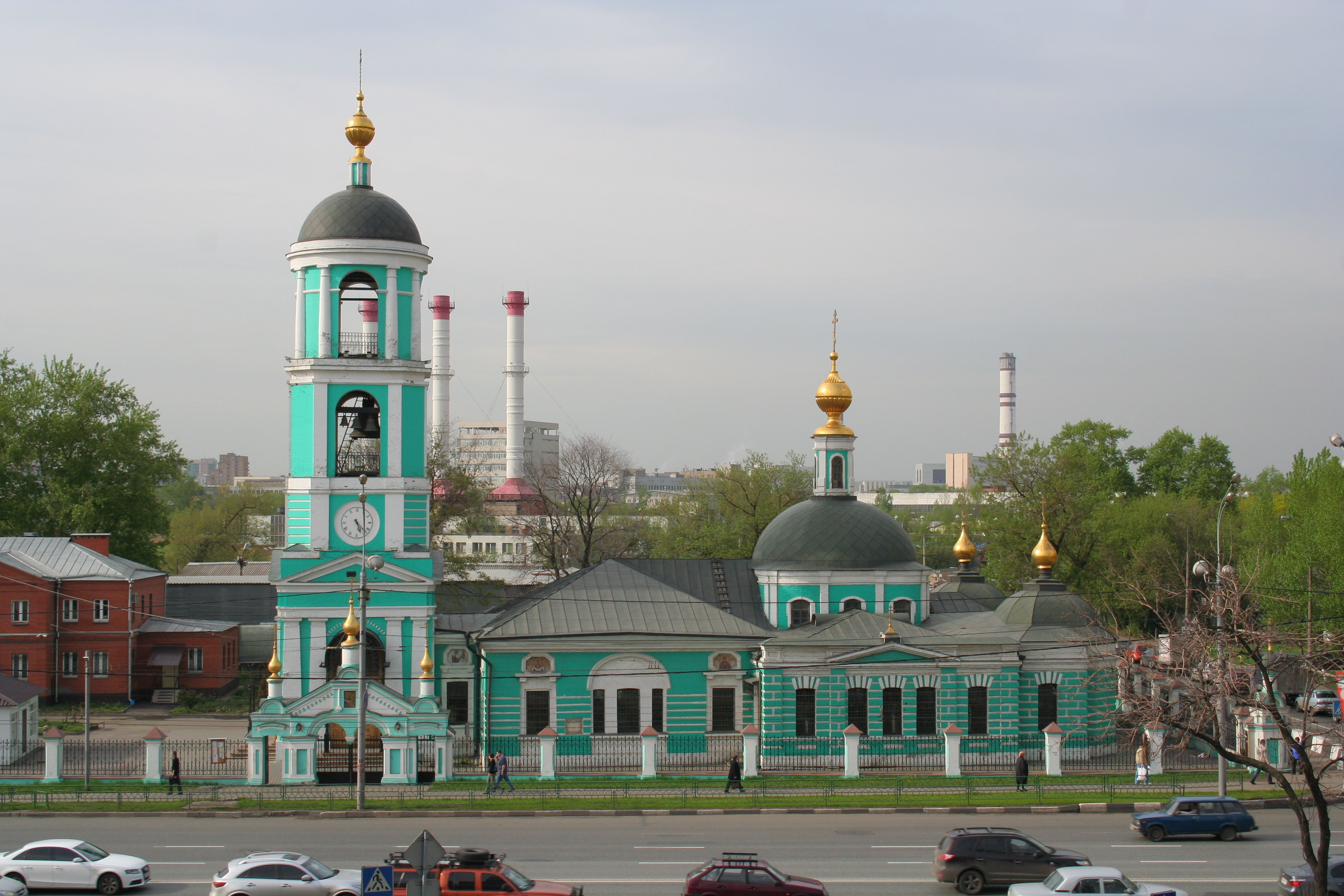
Храм Живоначальной Троицы в Карачарове
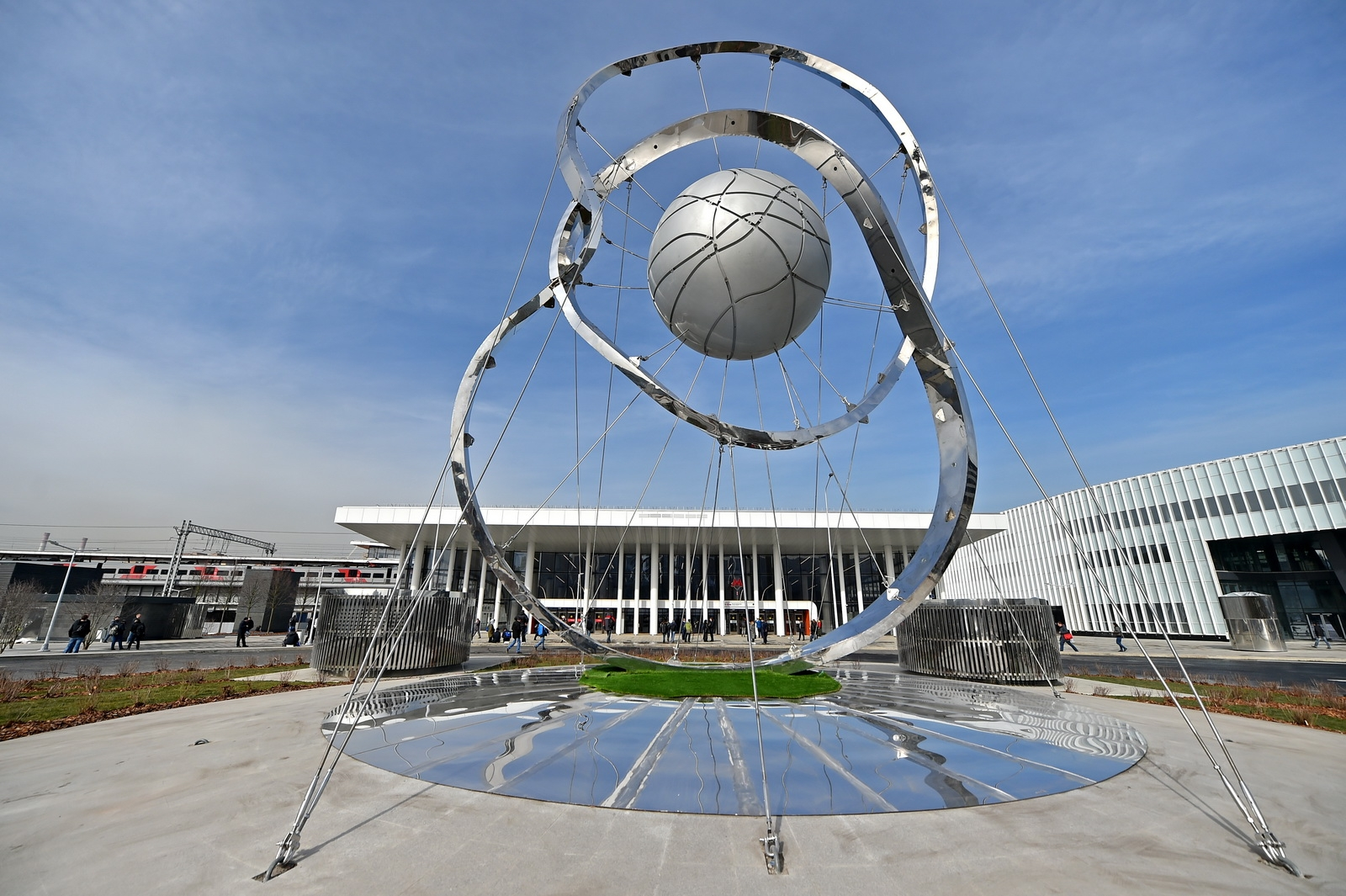
Стела «Московские кольца»

## Пассажирское движение
Нижегородская является остановкой для всех пригородных поездов и экспрессов Горьковского направления (включая пригородные электропоезда до/от станции Балашиха), а для некоторых из них является конечной. Поезда дальнего следования следуют через Нижегородскую без остановки. В дальнейшем возможно, что поезда из Нижнего Новгорода будут останавливаться на этой станции на конечной остановке, а Курский вокзал уже будет принимать поезда дальнего следования только с Курского направления.
В результате реконструкции 2019 года на Нижегородскую возложена функция разгрузки пассажиропотока Курского вокзала, так как остановочный пункт стал конечным для ряда пригородных электропоездов.

## В культуре
Остановочный пункт упоминается в названии двух глав поэмы Венедикта Ерофеева «Москва — Петушки»: «Серп и Молот — Карачарово» и «Карачарово — Чухлинка».